# Sofie Horten
Leopoldine Sofie Rosine Horten, född 14 december 1848 i Svendborg, död 1 juni 1927 i Köpenhamn, var en dansk redaktör och journalist. Hon brukar kallas den första kvinna i Danmark som försörjde sig som journalist.  Hon var den första kvinna som blev medlem i Journalistforeningen, och var även medlem i Foreningen af Danske Fagblade og Tidsskrifter och Journalistforbundet.
Hon var dotter till H.C. Jacobsen (ca. 1821-81) och Maria Mench och gifte sig 1874 med konditorn Heinrich Clemens Horten, men vilken hon bodde i Sverige 1880-84. Hon skilde sig 1884, och hyrde sedan ut rum och gjorde översättningar. 
Hon debuterade som journalist år 1888 som huvudstadskorrespondent för Sorø Amtstidende, och senare till andra provinstidningar, och därefter Morgenbladet och Dagbladet. Hon reste 1893 på uppdrag till Finland och Ryssland. Hon var redaktör för Husmoderens Blad (från kallad 1911 Hus og Hjem) från 1896 till 1927. 
Hon blev 1885 medlem i Kvindelig Fremskridtsforening och engagerade sig för kvinnlig rösträtt. 